# 死の海

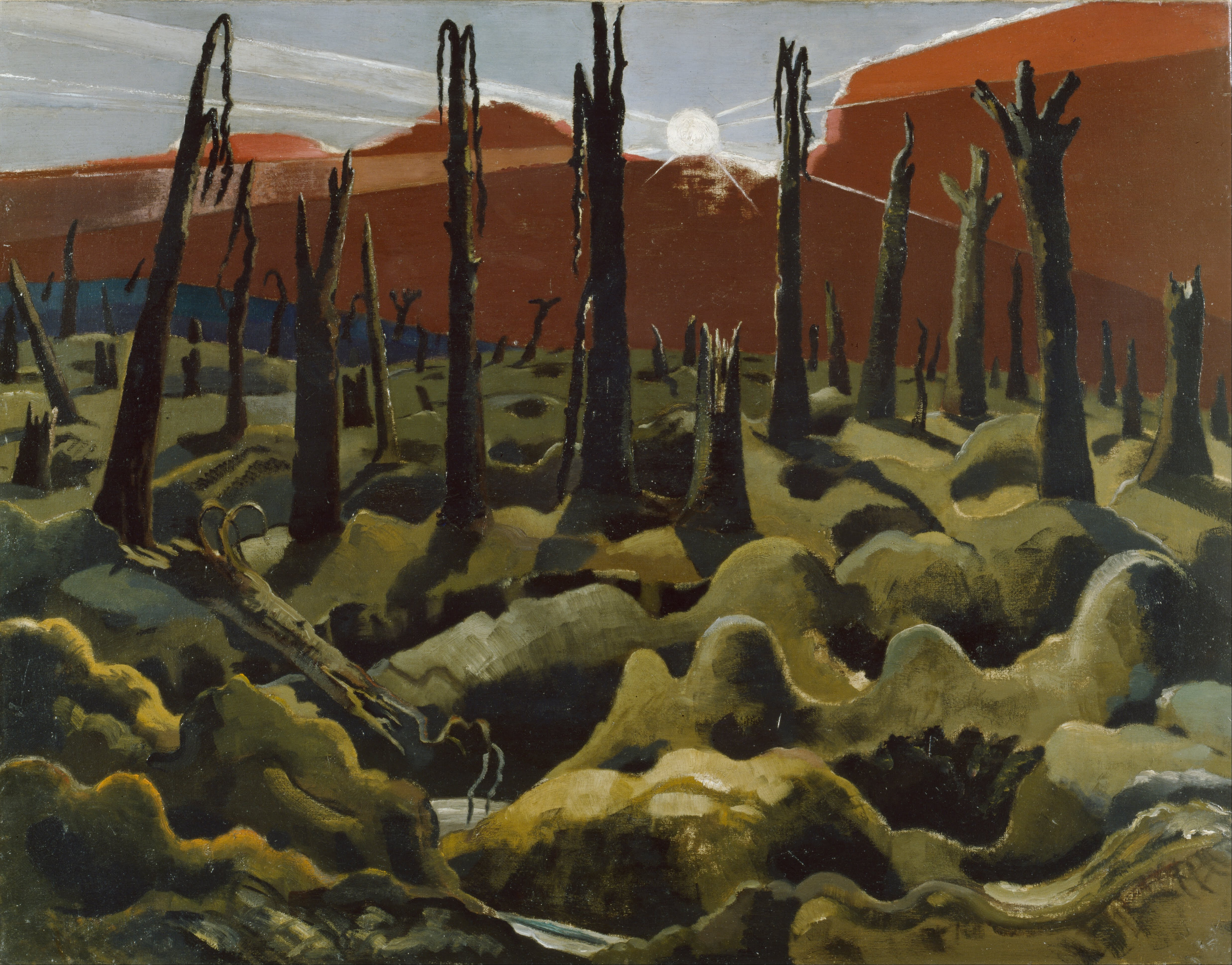
ナッシュが第一次世界大戦を題材として描いた『我々は新しい世界を創造している』(1918)

『死の海』（しのうみ、独: Totes Meer）は、ポール・ナッシュによる1941年の絵画。サイズは40.0インチ (102 cm)x60.0インチ (152 cm)であり、カンバスに油彩で描かれている。1946年以降、テート・ギャラリーのコレクションで保管・展示されている。

## 背景
ドイツ空軍の墜落した航空機の廃棄所が、月光に照らされている風景を描いている。飛行機の瓦礫が氷海のように表現されているが、これはカスパー・ダーヴィト・フリードリヒの『氷の海』に着想を得たものである。
ナッシュは戦争芸術家であり、第一次世界大戦と第二次世界大戦の情景を描く職務に就いていた。1940年、ナッシュはイギリス空軍省で働くように頼まれ、『死の海』の製作を開始した。空軍省の重役の中にはナッシュの芸術スタイルを嫌っている者がおり、結局ナッシュはその年のうちに解雇された。1941年に『死の海』は完成し、同年に戦争芸術家諮問委員会に売り出され、ナッシュは150ポンドを得た。

## 描写
この作品は、1940年8月にオックスフォード近くのカウリーにある金属製品回収所でのスケッチと写真をベースとしている。荒涼とした風景は、ナッシュが第一次世界大戦の戦争画家として描いた『我々は新しい世界を創造している』や『メニン・ロード』に似た画風である。また、当時ナッシュは画家アイリーン・エイガーとの関係が終わりに近づきつつあった上、呼吸器疾患に苦しんでもいた。なお、彼は最終的に呼吸器疾患により亡くなっている。これらの事情がこの絵にもの悲しい雰囲気を与えた可能性がある。
ナッシュは当初、この作品にIron Sea（鉄の海）という題名を英語で付けていたが、この作品が郵便葉書に複製されてドイツにプロパガンダとして送ることができるようになることを欲し、作品の題名を、ドイツ語のTotes Meer（死の海）に変更した。
ナッシュ自身はこの作品について以下のように書き残している。
突然それ（回収品集積所）が、私には押し寄せてくる大海のように見えた。今がたとえば月明かりの夜のような特別な状況だったら、君はこれが海上をうねる大潮や、打ち寄せている浦波のように感じるかもしれない。でも、何も動いていない。それは水どころか氷でさえない、何か静的で、死んでいるものだ。そう、金属を積み上げた、残骸だ。この海岸を侵略した、何百という空飛ぶ生き物なのだ（ナチの飛行機がこの国に最初に侵入して以来、何機の軍用機が撃ち落とされたか、もしくは漂着したのだろうか）。そこにある瓦礫たちが、欠けてゆく月光の下で、かつて空中で飛んでいたように動き、ねじれて、向きを変え始めるように見えるかもしれない。死後硬直の一種なのか? いや、瓦礫たちは死んで、じっとしているのだ。唯一動いているのは、影の中にハツカネズミとハタネズミを探しながら、他の肉食動物の死骸の上を低く飛ぶ、アフリカオオコノハズクだ。もちろん、アフリカオオコノハズクは象徴としてそこにいるのではない。頭上の雲のふちとピッタリつながる形と色をしてそこに存在するのだ。

## 受容
戦争芸術家諮問委員会委員長のケネス・クラーク卿は、『死の海』を「これまでで最高の戦争画」と評した。1941年5月にナショナル・ギャラリーでの国立戦争画展覧会に展示されたときにも肯定的な意見を受けた。1946年にテート・ギャラリーに提示され、第二次世界大戦の最も重要なイギリス絵画の1つと見なされている。

## ギャラリー

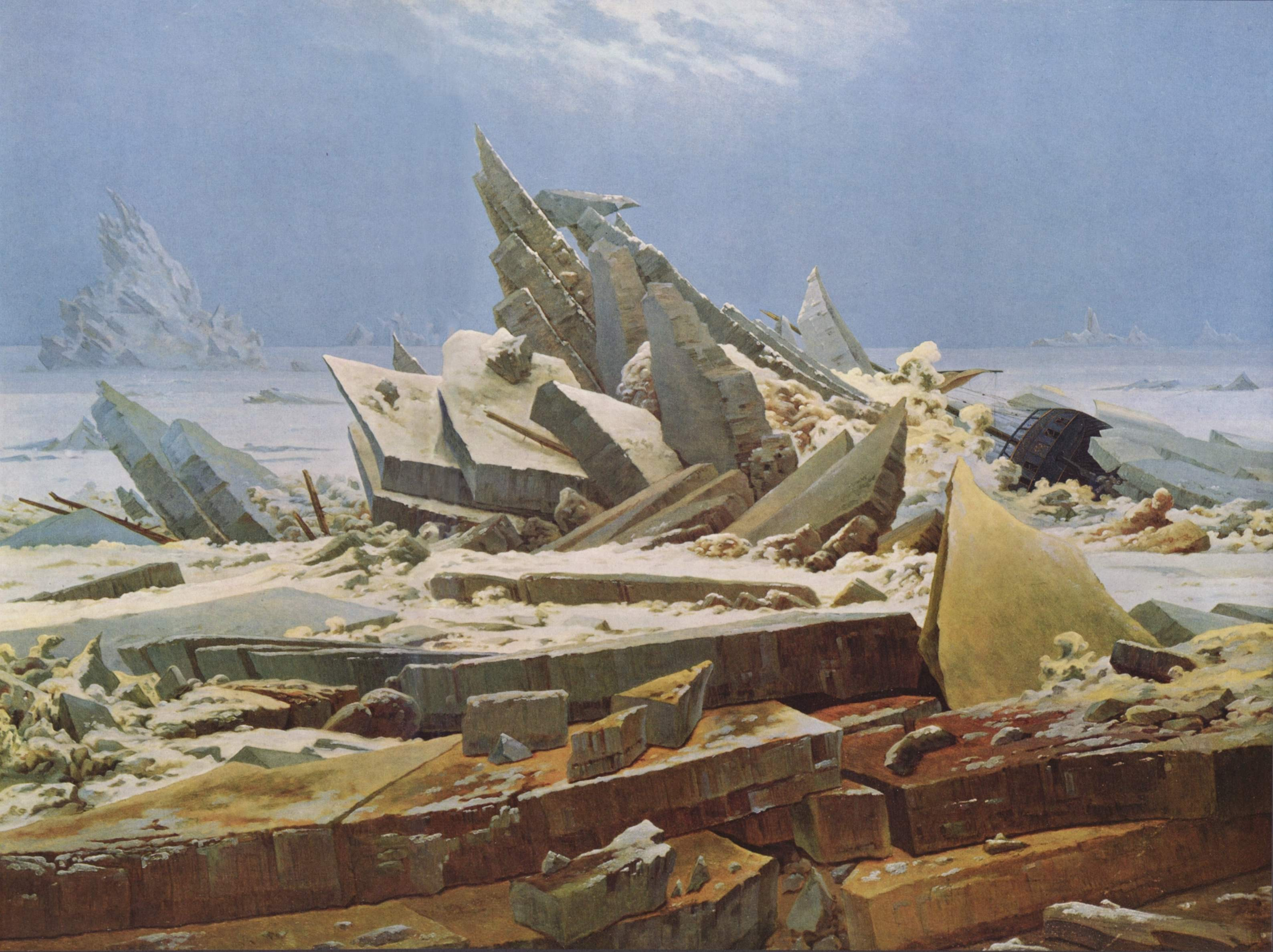
この作品に着想を与えたとされるカスパー・ダーヴィト・フリードリヒの『氷の海』(1823/1824)
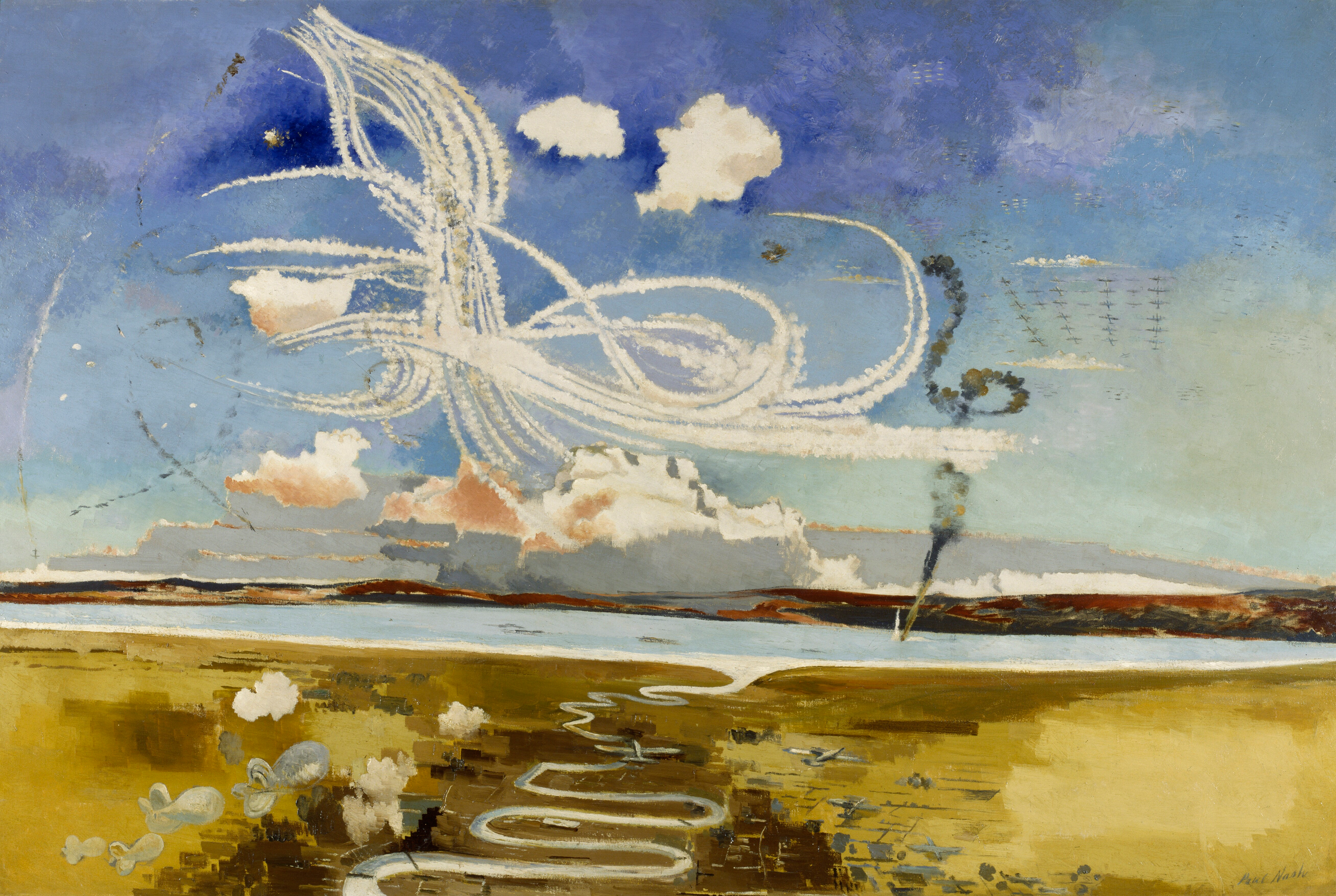
ポール・ナッシュの戦争画『バトル・オブ・ブリテン』(1941)
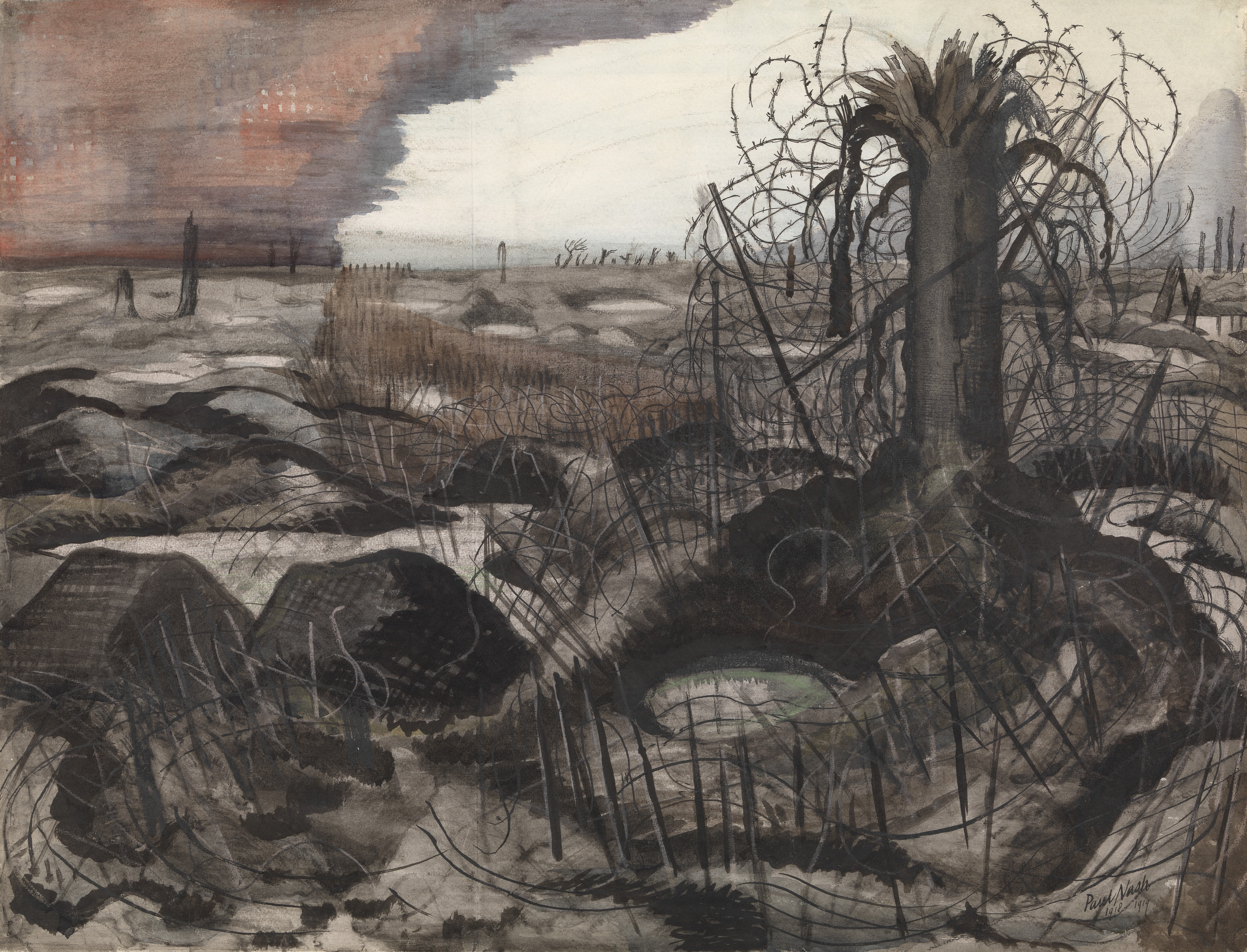
ポール・ナッシュの第一次世界大戦の戦争画